# Elecciones generales de España de 1881
Las Elecciones Generales de 21 de agosto de 1881 en España fueron convocadas bajo el reinado de Alfonso XII sobre la base de lo dispuesto en la Constitución española de 1876, vigente hasta 1923, en la conocida como Restauración borbónica en España. 
Como sucedió en todas las elecciones durante la restauración borbónica en España en estas el resultado estuvo determinado de antemano («encasillado») gracias al sistemático fraude electoral realizado mediante la red caciquil extendida por todo el territorio. En estas elecciones, como en el resto, el gobierno que las convocó las ganó, ya que en el régimen político de la Restauración los gobiernos cambiaban antes de las elecciones y no después como sucedía en los regímenes parlamentarios (no fraudulentos).

## Antecedentes
En 1878 el grupo de viejos unionistas dirigido por Manuel Alonso Martínez abandona el Partido Liberal-Conservador y regresa a las filas del Partido Constitucional de Sagasta, que había abandonado en 1875. En 1880, tras cinco años consecutivos de gobierno, continúa la erosión del Partido Liberal-Conservador. El 9 de marzo de 1880, el general Arsenio Martínez Campos, se pasa con sus seguidores al Partido Constitucional. Ese mismo año abandonan las filas conservadoras y se suman a las liberales José Posada Herrera, antiguo dirigente de la Unión Liberal y presidente del Congreso en las primeras Cortes de la Restauración, así como un grupo de viejos notables del Partido Moderado que no encuentran acomodo en las filas conservadoras, como el conde de Xiquena o Valmaseda. A raíz de estas incorporaciones, el Partido Constitucional pasó a denominarse Partido Liberal-Fusionista.
En enero de 1881 Sagasta, fortalecido su partido, reclama al rey Alfonso XII que cese a los conservadores y llame al gobierno a los liberal-fusionistas. El rey accede a la demanda de Sagasta y el 8 de febrero de 1881, Sagasta asume por primera vez en la Restauración la presidencia del Consejo de Ministros. 

## Características
El número de votantes para estas elecciones era de 846 961 (el 4,99% de la población total), mediante sufragio restringido. Se eligieron 392 diputados el día 20 de agosto de 1881.

## Resultados
La abstención alcanza el 29% y como era costumbre de la época se presupone una ostensible manipulación, con victoria de los grupos liberales dinásticos que entonces gobernaban, entonces denominados liberales-fusionistas, con 297 escaños.
| Fracción                              | Diputados |
| ------------------------------------- | --------- |
| Liberales-fusionistas y ministeriales | 297       |
| Liberal-conservadores                 | 39        |
| Demócratas                            | 32        |
| Independientes                        | 10        |
| Unión Católica                        | 3         |
| Tradicionalistas                      | 2         |
| No identificados                      | 9         |

| Predecesor: Elecciones de 20 de abril de 1879 | Elecciones Generales en España 1881 - 1884 | Sucesor: Elecciones de 27 de abril de 1884 |